# Звернення до милосердя
Звернення до милосердя (лат. Argumentum ad Misericordiam) — це логічна хиба, в котрій намагаються викликати почуття жалю з метою досягнути згоди із пропонованим висновком. Цей аргумент часто використовується в суді, коли адвокат може оминути фактичні обставини справи та натомість наголосити на особливі обставини що стосуються його підопічного, та котрі повинні викликати почуття жалю до того з боку присяжних/судді. З часів Просвітництва цей прийом набув особливої ефективності у зв'язку із поширенням точки зору, що за більшість злочинів, скоюваних злочинцями із нижчих верств суспільства, є відповідальним несправедливий суспільний устрій. Анекдотичним випадком застосування аргументу слід вважати справжній випадок, коли малолітній злочинець, який вбив своїх батьків, благав про пом'якшення вироку на підставі того, що він сирота.